# کاخ توگو
کاخ توگو (به ژاپنی: 東宮, Tōgū)، به معنی «کاخ شرقی» به‌طور سنتی به یک مکان واحد اشاره نمی‌کند، بلکه به هر محل سکونت ولیعهد امپراتوری اشاره دارد. از آنجایی که فومی‌هیتو، شاهزاده آکی‌شینو، وارث مقدر، از نوادگان مذکر مستقیم امپراتور ژاپن و خود ولیعهد امپراتوری نیست، در حال حاضر هیچ کاخ توگوی رسمی در ژاپن وجود ندارد.

## کاخ آکاساکا
کاخ آکاساکا قصری است قبلاً هنگامی که ولیعهد وقت ناروهیتو قبل از نشستن به تخت پادشاهی ژاپن در ۱ مه ۲۰۱۹ در آن اقامت داشت، عنوان «کاخ توگو» را بر خود داشت.
اما زمانی که ناروهیتو امپراتور شد، نام کاخ توگو به کاخ آکاساکا (赤坂御所 آکاساکا-گوشو) تغییر پیدا کرد. امپراتور تا زمانی که به کاخ فوکیاژ کاخ امپراتوری توکیو نقل مکان کرد، از این کاخ به عنوان اقامتگاه اصلی خود استفاده می‌کرد. در سپتامبر ۲۰۲۱
به‌طور مشابه، آکیهیتو در همان قصر زندگی می‌کرد که هیروهیتو درگذشت. از زمان به قدرت رسیدن او در سال ۱۹۸۹ تا نقل مکان به کاخ فوکیاژ در دسامبر ۱۹۹۳، کاخ آکاساکا نیز نامیده شد.

### نمای کلی
کاخ آکاساکا در املاک آکاساکا در موتو-آکاساکا واقع شده است و برای عموم قابل دسترسی نیست.
محل قصر قبلاً کاخ اومیا (大宮御所 اومیا-گوشو)، محل اقامت امپراتریس تی‌می، همسر امپراتور تایشو را در خود جای داده بود. پس از مرگ او در کاخ در سال ۱۹۵۱، این مکان به اقامتگاه ولیعهد تبدیل شد. یک ساختمان بتن آرمه، طراحی شده توسط یوشیرو تانیگوچی در سال ۱۹۶۰ اضافه شد. اولین موج توسعه آن در سال ۱۹۷۸ مشاهده شد. یک باغ ژاپنی در سال ۱۹۹۴ برای ورود شاهزاده خانم ماساکو اضافه شد. کارهای نوسازی اضافی در سال ۱۹۹۷ انجام شد (نصب آسانسور برای استفاده‌کنندگان از ویلچر، طراحی بدون مانع، تقویت لرزه ای). در سال ۲۰۰۱، زمانی که ماساکو باردار بود، کار برای ایجاد یک منطقه برای کودک انجام شد.
مجموعه‌ای از کارهای بازسازی به مدت یک سال در سال‌های ۲۰۰۸–۲۰۰۹ انجام شد، در این مدت شاهزاده به‌طور موقت در کاخ شرقی آکاساکا (赤坂東邸)، یک کاخ کوچک‌تر در این این املاک زندگی می‌کرد، که به این مناسبت تغییر نام داد. قصر موقت توگو (東宮仮御所 توگو کاری‌گوشو). برخی از پنل‌های خورشیدی و همچنین روشنایی LED روی سقف نصب شد.
این کاخ دارای ۷۲ اتاق (۱۲ اتاق پذیرایی، ۳۸ اتاق اداری، ۲۲ اتاق اقامت) است. دارای دو طبقه و یک طبقه زیرزمین می‌باشد.

## کاخ‌های تاریخی توگو

### کاخ‌های اولیه توگو
در قصر هی‌آن، کاخ توگو در ضلع شرقی دایری (内裏)، کاخ داخلی قرار داشت. در اوایل قرن دهم، شویوشا (昭陽舎)، واقع در داخل دایری، عموماً به عنوان کاخ توگو مورد استفاده قرار گرفت.

### قصر توگو آساهیتو
امپراتور هیگاشی‌یاما در سال ۱۶۸۳ ولیعهد امپراتوری شد و از سال ۱۶۸۶ از قصر متفاوتی نسبت به کاخ امپراتوری برای کاخ توگو استفاده کرد، که در آن کاخ کیوتو سنتو قرار دارد.

### کاخ اوهانا کاخ امپراتوری کیوتو
پس از آن، کاخ اوهانا (御花御殿 اوهانا گوتن, litt. "کاخ گل")، واقع در داخل کاخ امپراتوری کیوتو، به عنوان کاخ توگو استفاده می‌شد.

### کاخ توگو یوشیهیتو
ساخت یک قصر توگو برای یوشیهیتو (امپراتور تایشو آینده) در سال ۱۸۹۹ آغاز شد و در سال ۱۹۰۹ به دست آمد. این ساختمان اکنون قصر آکاساکا است.

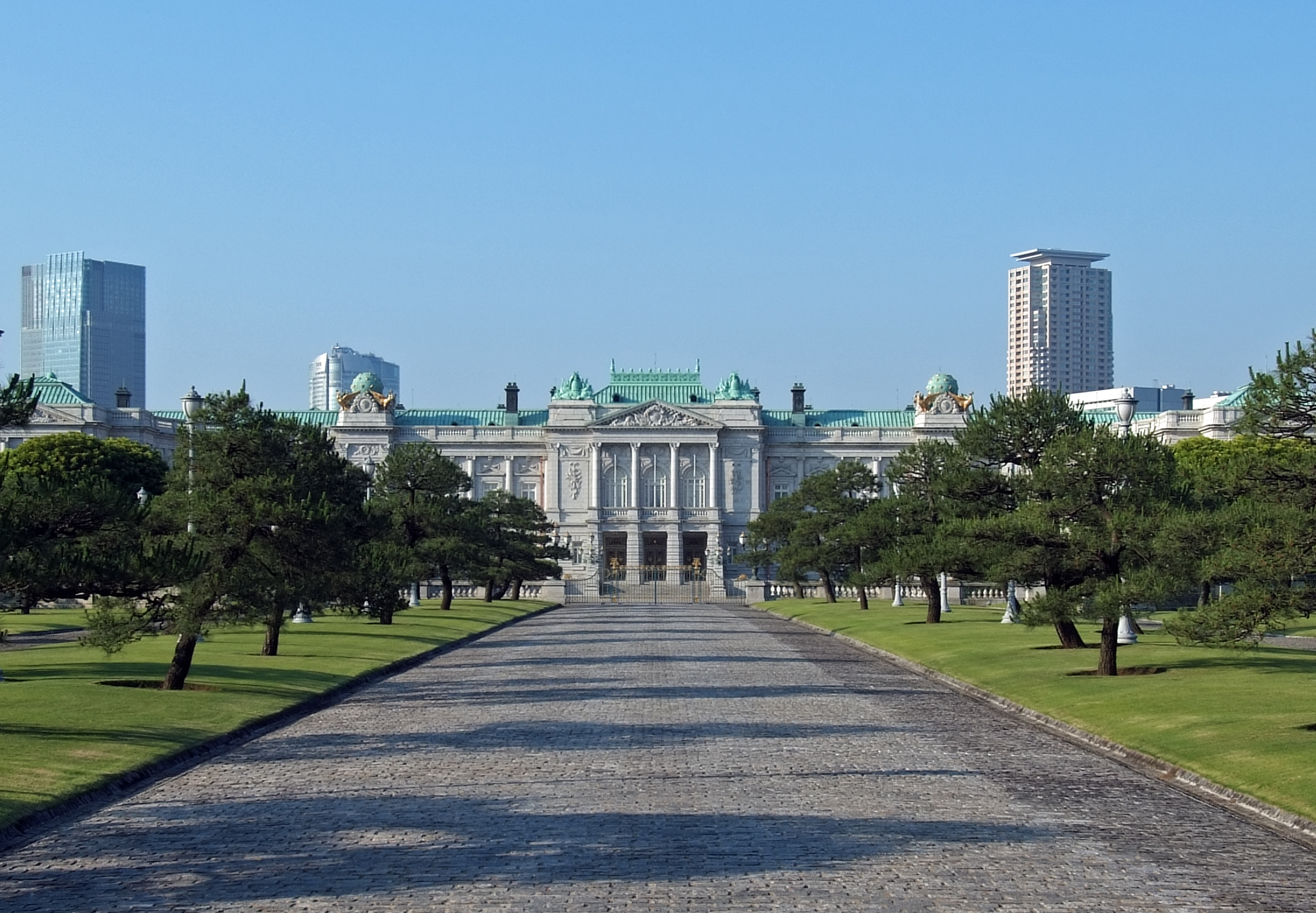
کاخ آکاساکا

### اقامتگاه تاکاناوا
اقامتگاه امپراتوری تاکاناوا به عنوان قصر توگو برای سال‌های اولیه هیروهیتو مورد استفاده قرار گرفت. پس از عروسی، او به کاخ آکاساکا (که در آن زمان نامگذاری شد) (گی هینکان فعلی) نقل مکان کرد.